# Anastassia Chtchourinova
Pour les articles homonymes, voir Konovalova.
Anastassia Sergueïevna Chtchourinova (en russe : Анастасия Сергеевна Щуринова) (née Konovalova le 10 février 1990) est une ancienne joueuse de volley-ball russe. Elle mesure 1,87 m et jouait au poste de centrale. Elle a totalisé 11 sélections en équipe de Russie. Elle a terminé sa carrière en 2019.

## Clubs
| Club                   | De        | À         |
| ---------------------- | --------- | --------- |
| Dinamo (RSSU-ShVSM)    | 2005-2006 | 2007-2008 |
| Impuls VAES Volgodonsk | 2009-2010 | 2009-2010 |
| Dynamo-Yantar          | 2010-2011 | 2010-2011 |
| Samorodok Khabarovsk   | 2011-2012 | 2011-2012 |
| VK Toulitsa Toula      | 2017-2018 | 2018-2019 |

## Palmarès
- Championnat d'Europe des moins de 20 ans
  - Finaliste : 2008.